# Сарбија (Вонгровјец)
Сарбија (пољ. Sarbia), село је у административној јединици Мешћишко, у округу (повјату) Вонгровјецки, Великопољско војводство, у западном дијелу Пољске. Налази се око 6 km западно од Мешћишка, 9 km југоисточно од Вонгровјеца и 44 km сјевероисточно од главног града Великопољског војводства, Познања.